# Список кратерів на Місяці, Л
| А Б В Г Д Е Є Ж З І Й К Л М Н О П Р С Т У Ф Х Ц Ч Ш Ю Я |

| Кратер            | Латинська назва | Діаметр, км | Епонім                                                                   | Рік затвердження МАС |
| ----------------- | --------------- | ----------- | ------------------------------------------------------------------------ | -------------------- |
| Л. Кларк          | L. Clark        | 15,3        | Лорел Солтон Кларк (1961—2003)                                           | 2006                 |
| Ла Кондамін       | La Condamine    | 38          | Шарль-Марі де ла Кондамін (1701—1774)                                    | 1935                 |
| Лаббок            | Lubbock         | 14,1        | Джон Вільям Лаббок (1803—1865)                                           | 1935                 |
| Лав               | Love            | 90          | Лав Оґастус Едвард Гаф (1863—1940)                                       | 1970                 |
| Лаверан           | Laveran         | 12,5        | Шарль-Луї-Альфонс Лаверан (1845—1922)                                    | 2009                 |
| Лавлейс           | Lovelace        | 57          | Вільям Лавлейс II (1907—1965)                                            | 1970                 |
| Лавуазьє          | Lavoisier       | 71          | Антуан Лоран Лавуазьє (1743—1794)                                        | 1935                 |
| Лагалла           | Lagalla         | 89          | Лагалла (1571—1624)                                                      | 1935                 |
| Лагранж           | Lagrange        | 162         | Жозеф-Луї Лагранж (1736—1813)                                            | 1935                 |
| Ладе              | Lade            | 58          | Генріх Едуард фон Ладе (1817—1904)                                       | 1935                 |
| Лаєлл             | Lyell           | 31          | Чарлз Лаєлл (1797—1875)                                                  | 1935                 |
| Лайман            | Lyman           | 83          | Теодор Лайман (1874—1954)                                                | 1970                 |
| Лакайль           | La Caille       | 67          | Нікола-Луї де Лакайль (1713—1762)                                        | 1935                 |
| Лакруа            | Lacroix         | 36          | Сільвестр Франсуа Лакруа (1765—1843)                                     | 1935                 |
| Лаккіні           | Lacchini        | 58          | Джованні Лаккіні (1884—1967)                                             | 1970                 |
| Лаланд            | Lalande         | 24          | Жозеф-Жером-Лефрансуа де Лаланд (1732—1807)                              | 1935                 |
| Лаллеман          | Lallemand       | 16,7        | Андре Лальман (1904—1978)                                                | 1985                 |
| Ламарк            | Lamarck         | 115         | Жан Батист Ламарк (1744—1829)                                            | 1964                 |
| Ламб              | Lamb            | 104         | Горацій Лемб (1849—1934)                                                 | 1970                 |
| Ламберт           | Lambert         | 30          | Йоганн Генріх Ламберт (1728—1777)                                        | 1935                 |
| Ламе              | Lamé            | 84          | Габрієль Ламе (1795—1870)                                                | 1964                 |
| Ламек             | Lamèch          | 12,4        | Фелікс Ламек (1894—1962)                                                 | 1935                 |
| Ламонт            | Lamont          | 83          | Йоганн фон Ламонт (1805—1879)                                            | 1935                 |
| Лампланд          | Lampland        | 63          | Карл Отто Лампланд (1873—1951)                                           | 1970                 |
| Лангемак          | Langemak        | 105         | Георгій Лангемак (1898—1938)                                             | 1970                 |
| Лангрен           | Langrenus       | 132         | Міхаель Флоран ван Лангрен (близько 1600—1675)                           | 1935                 |
| Ландау            | Landau          | 218         | Лев Ландау (1908—1968)                                                   | 1970                 |
| Ландер            | Lander          | 40          | Річард Лемон Ландер (1804—1834)                                          | 1976                 |
| Ландштайнер       | Landsteiner     | 6,1         | Карл Ландштайнер (1868—1943)                                             | 1976                 |
| Ланжевен          | Langevin        | 58          | Поль Ланжевен (1872—1946)                                                | 1970                 |
| Лансберг          | Lansberg        | 39          | Філіп Лансберг (1561—1632)                                               | 1935                 |
| Лаперуз           | La Pérouse      | 80          | Жан-Франсуа де Лаперуз (1741—1788)                                       | 1935                 |
| Лармор            | Larmor          | 99          | Джозеф Лармор (1857—1942)                                                | 1970                 |
| Лассел            | Lassell         | 22          | Вільям Лассел (1799—1880)                                                | 1935                 |
| Лаурітсен         | Lauritsen       | 51          | Чарлз Лаурітсен (1892—1968)                                              | 1970                 |
| Лауе              | Laue            | 89          | Макс фон Лауе (1879—1960)                                                | 1970                 |
| Лебег             | Lebesgue        | 11,4        | Анрі-Леон Лебег (1875—1941)                                              | 1976                 |
| Лебедєв           | Lebedev         | 122         | Петро Лебедєв (1866—1912)                                                | 1970                 |
| Лебединський      | Lebedinskiy     | 63          | Олександр Лебединський (1913—1967)                                       | 1970                 |
| Лев               | Lev             | 0,06        | Слов'янське чоловіче ім'я                                                | 2012                 |
| Левенгук          | Leeuwenhoek     | 125         | Антоні ван Левенгук (1632—1723)                                          | 1970                 |
| Левер'є           | Le Verrier      | 21          | Урбен Левер'є (1811—1877)                                                | 1935                 |
| Леві              | Loewy           | 22          | Моріс Леві (1833—1907)                                                   | 1935                 |
| Леві-Чивіта       | Levi-Civita     | 108         | Тулліо Леві-Чивіта (1873—1941)                                           | 1970                 |
| Левкіпп           | Leucippus       | 57          | Левкіпп (V століття до н. е.)                                            | 1970                 |
| Лежандр           | Legendre        | 78          | Адрієн-Марі Лежандр (1752—1833)                                          | 1935                 |
| Лежантіль         | Le Gentil       | 125         | Гійом-Жозеф Лежантіль (1725—1792)                                        | 1935                 |
| Лей               | Ley             | 81          | Віллі Лей (1906—1969)                                                    | 1970                 |
| Лейбніц           | Leibnitz        | 237         | Ґотфрід Вільгельм Лейбніц (1646—1716)                                    | 1970                 |
| Лейн              | Lane            | 54          | Джонатан Гомер Лейн (1819—1880)                                          | 1970                 |
| Лексель           | Lexell          | 64          | Андрій Лексель (1740—1784)                                               | 1935                 |
| Леман             | Lehmann         | 54          | Якоб Вільгельм Леман (1800—1863)                                         | 1935                 |
| Леметр            | Lemaître        | 94          | Жорж Леметр (1894—1966)                                                  | 1970                 |
| Лемоньє           | Le Monnier      | 68          | П'єр-Шарль Ле Монньє (1715—1799)                                         | 1935                 |
| Ленард            | Lenard          | 48          | Філіп Едуард Антон фон Ленард (1862—1947)                                | 2008                 |
| Ленглі            | Langley         | 59          | Семюел Пірпонт Ленглі (1834—1906)                                        | 1964                 |
| Ленгмюр           | Langmuir        | 92          | Ірвінг Ленгмюр (1881—1957)                                               | 1970                 |
| Ленц              | Lents           | 22          | Емілій Ленц (1804—1865)                                                  | 1970                 |
| Леонардо Да Вінчі | da Vinci        | 37          | Леонардо да Вінчі (1452—1519)                                            | 1935                 |
| Леонід            | Leonid          | 0,1         | Слов'янське чоловіче ім'я, місце посадки «Лунохода-1»                    | 2012                 |
| Леонов            | Leonov          | 34          | Олексій Леонов (1934-)                                                   | 1970                 |
| Лепот             | Lepaute         | 16,4        | Ніколь-Рейн Лепот (1723—1788)                                            | 1935                 |
| Летронн           | Letronne        | 118         | Жан-Антуан Летронн (1787—1848)                                           | 1935                 |
| Липський          | Lipskiy         | 91          | Юрій Липський (1909—1978)                                                | 1979                 |
| Лі                | Lee             | 41          | Джон Лі (1783—1866)                                                      | 1935                 |
| Лібіх             | Liebig          | 39          | Юстус Лібіх (1803—1873)                                                  | 1935                 |
| Лівітт            | Leavitt         | 69          | Генрієтта Свон Лівітт (1868—1921)                                        | 1970                 |
| Лік               | Lick            | 32          | Джеймс Лік (1796—1876)                                                   | 1935                 |
| Лікі              | Leakey          | 12,5        | Луїс Лікі (1903—1972)                                                    | 1976                 |
| Лілій             | Lilius          | 61          | Алоізій Ліліус (бл. 1510—1576)                                           | 1935                 |
| Лінда             | Linda           | 1,1         | Германське жіноче ім'я                                                   | 1979                 |
| Ліндберг          | Lindbergh       | 13,3        | Чарлз Ліндберг (1902—1974)                                               | 1976                 |
| Ліндблад          | Lindblad        | 59          | Бертіл Ліндблад (1895—1965)                                              | 1970                 |
| Лінденау          | Lindenau        | 53          | Бернгард Лінденау (1779—1854)                                            | 1935                 |
| Ліндзі            | Lindsay         | 32          | Ерік Мервін Ліндзі (1907—1974)                                           | 1979                 |
| Лінней            | Linné           | 2,2         | Карл Лінней (1707—1778)                                                  | 1935                 |
| Ліо               | Lyot            | 151         | Бернар Ліо (1897—1952)                                                   | 1964                 |
| Ліпперсгей        | Lippershey      | 6,7         | Йоганн Ліпперсгей (бл. 1570—1619)                                        | 1935                 |
| Ліппман           | Lippmann        | 160         | Габрієль Ліппман (1845—1921)                                             | 1979                 |
| Літке             | Litke           | 38          | Федір Літке (1797—1882)                                                  | 1970                 |
| Літтров           | Littrow         | 29          | Йозеф Йоганн Літтров (1781—1840)                                         | 1935                 |
| Ліувілль          | Liouville       | 16,1        | Жозеф Ліувілль (1809—1882)                                               | 1973                 |
| Ліхтенберг        | Lichtenberg     | 19,5        | Георг Крістоф Ліхтенберг (1742—1799)                                     | 1935                 |
| Лічеті            | Licetus         | 75          | Фортуніо Лічеті (1577—1657)                                              | 1935                 |
| Лобачевський      | Lobachevskiy    | 87          | Микола Лобачевський (1793—1856)                                          | 1961                 |
| Ловелл            | Lovell          | 35          | Джеймс Артур Ловелл (1928-)                                              | 1970                 |
| Ловелл            | Lowell          | 63          | Персіваль Ловелл (1855—1916)                                             | 1970                 |
| Лодигін           | Lodygin         | 56          | Олександр Лодигін (1847—1923)                                            | 1970                 |
| Лозе              | Lohse           | 43          | Вільгельм Освальд Лозе (1845—1915)                                       | 1935                 |
| Лойшнер           | Leuschner       | 50          | Армін Лойшнер (1868—1953)                                                | 1970                 |
| Лок'єр            | Lockyer         | 35          | Джозеф Норман Лок'єр (1836—1920)                                         | 1935                 |
| Ломоносов         | Lomonosov       | 91          | Михайло Ломоносов (1711—1765)                                            | 1961                 |
| Лонгомонтан       | Longomontanus   | 146         | Христіян-Северін Лонгомонтан (1562—1647)                                 | 1935                 |
| Лоренц            | Lorentz         | 378         | Гендрік Антон Лоренц (1853—1928)                                         | 1970                 |
| Лорман            | Lohrmann        | 31          | Вільгельм Готгельф Лорман (1796—1840)                                    | 1935                 |
| Лоуренс           | Lawrence        | 24          | Ернест Орландо Лоуренс (1901—1958), Роберт Генрі Лоуренс мл. (1935—1993) | 1973                 |
| Лувіль            | Louville        | 35          | Жак-Ежен д'Аллонвіль (1671—1732)                                         | 1935                 |
| Луїза             | Louise          | 0,6         | Французьке жіноче ім'я                                                   | 1979                 |
| Лукіан            | Lucian          | 6,8         | Лукіан із Самосати (125—190)                                             | 1973                 |
| Лукрецій          | Lucretius       | 65          | Тіт Лукрецій Кар (бл. 99—55 до н. е.)                                    | 1970                 |
| Лундмарк          | Lundmark        | 103         | Кнут Еміль Лундмарк (1889—1958)                                          | 1970                 |
| Льюїс             | Lewis           | 40          | Гілберт Ньютон Льюїс (1875—1946)                                         | 1970                 |
| Любінецький       | Lubiniezky      | 43          | Станіслав Любінецький (1623—1675)                                        | 1935                 |
| Людвіг            | Ludwig          | 23          | Карл Фрідріх Людвіг (1816—1895)                                          | 1973                 |
| Лютер             | Luther          | 9,3         | Карл Теодор Роберт Лютер (1822—1900)                                     | 1935                 |
| Ляпунов           | Lyapunov        | 68          | Олександр Ляпунов (1857—1918)                                            | 1964                 |